# Нова Бура
Нова Бура́ (рос. Новая Бура, башк. Яңы Бура) — присілок у складі Краснокамського району Башкортостану, Росія. Адміністративний центр Новобуринської сільської ради.
Населення — 593 особи (2010; 610 у 2002).
Національний склад:
- марійці — 53 %